# Filip II de Macedònia

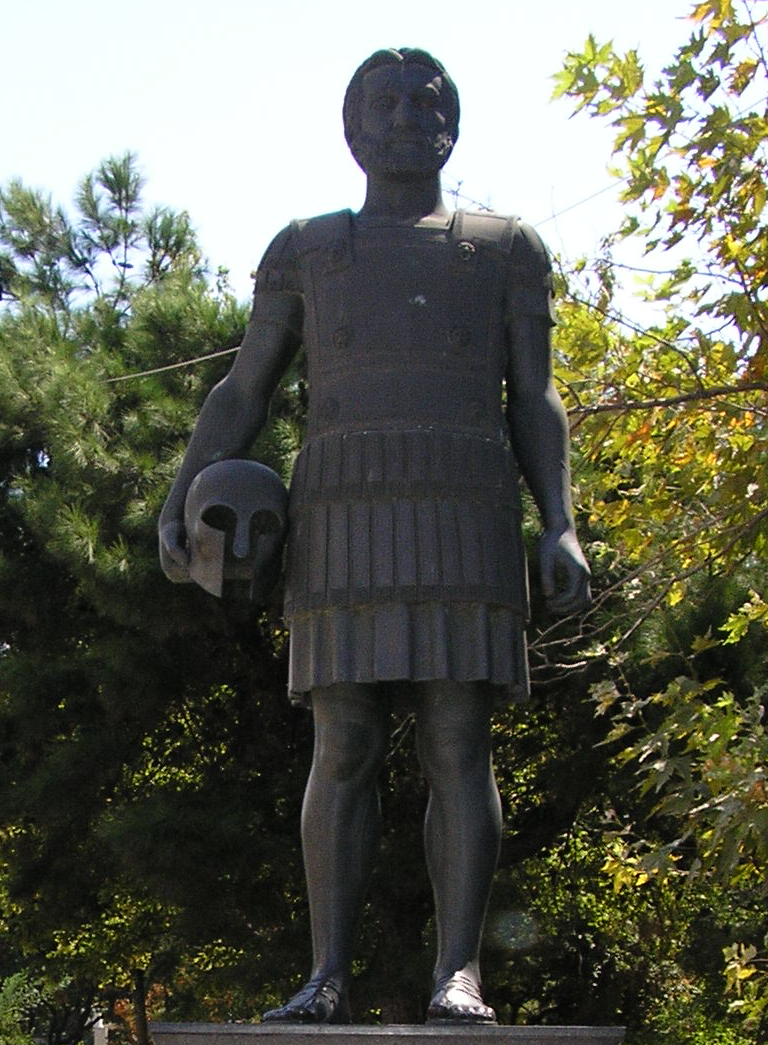
Estàtua de Filip II de Macedònia

Filip II de Macedònia (382 – 336 aC) fou rei d'aquesta zona al nord de Grècia del 356 al 336 aC. La seva habilitat política i militar li permeté, en primer lloc, unificar tot el seu regne i crear un exèrcit i una economia forts. Aquestes qualitats, junt amb el seu amor per la cultura i les formes de pensament gregues, de les quals es considerava part, el portaren a desenvolupar una política d'unificació de les diferents ciutats estat gregues, en crisi i devastades per les lluites entre si. Fou assassinat quan, aconsellat pel filòsof Dies, planejava una expedició a l'Àsia Menor per recuperar les antigues colònies gregues d'aquella zona, llavors en mans dels perses.

## Context històric

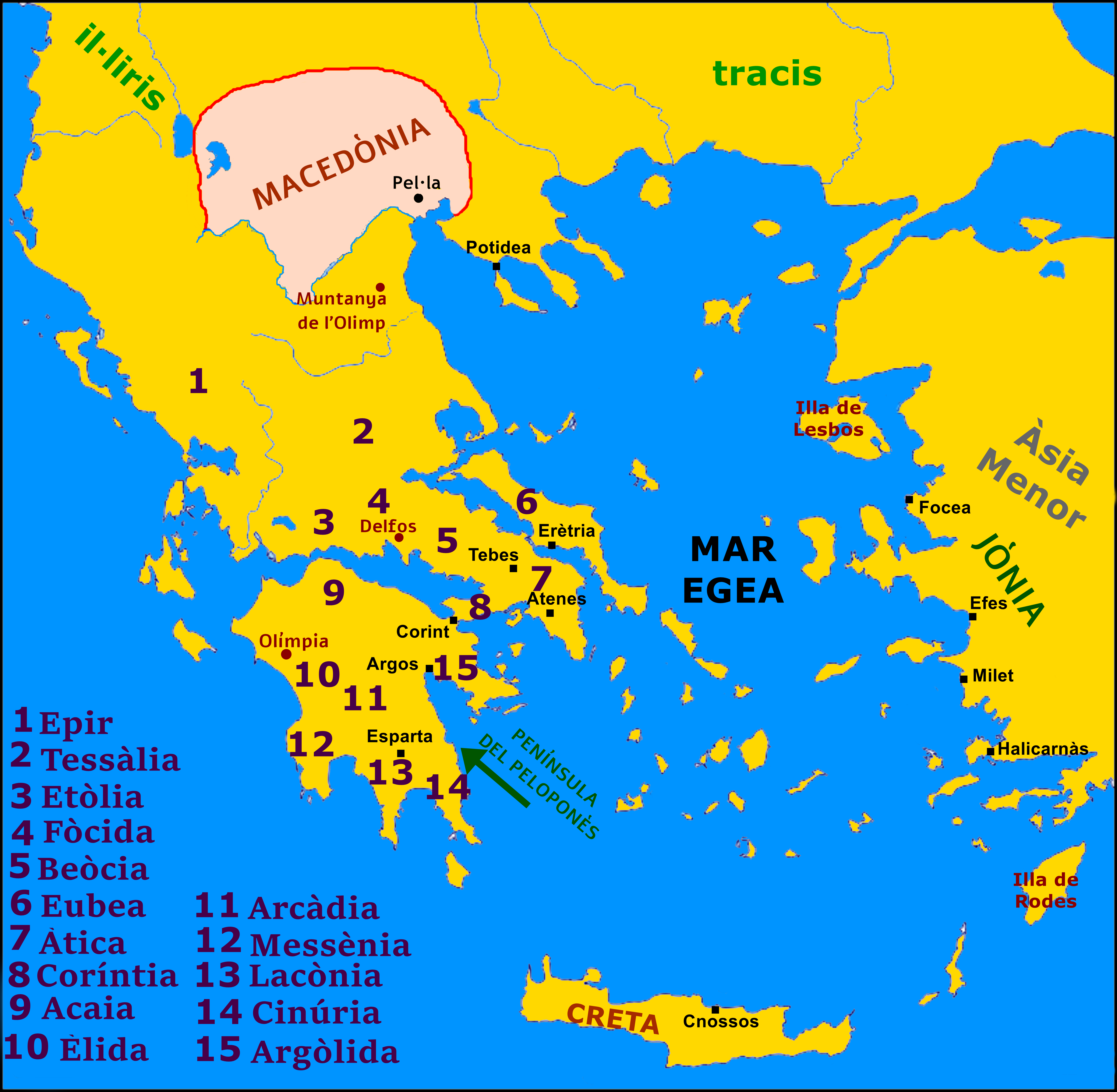
Macedònia i els territoris grecs

Macedònia era una zona al nord de Grècia que, tot i ser de parla grega, s'havia mantingut al marge de la història fins aquell moment. La seva energia sempre havia anat dirigida a combatre les tribus al nord del país, molt més incivilitzades. En realitat, per al món grec més avançat, Macedònia era considerada una zona semibàrbara, així com un còmode coixí que parava els possibles avenços dels bàrbars del nord.
D'altra banda, al voltant del 400 aC, la incapacitat de les ciutats estat gregues per deixar de fer-se la guerra les unes contra les altres, les va portar a una situació de crisi i decadència susceptible de ser aprofitada per qualsevol potència externa que sorgís.

## L'adveniment de Filip
Filip era el fill menor del rei Amintes III de Macedònia i la reina Eurídice. L'hereu, Alexandre II de Macedònia, va morir assassinat per un dels seus nobles al 368 aC, i deixà com a rei el seu germà, Perdicas III, que actuava sota la regència del noble assassí. L'any 365 aC, però, Perdicas feu assassinar el regent i assumí el tron de ple dret. Feu retornar el seu germà Filip, que havia estat retingut com a ostatge a Tebes.
L'època que passà Filip a Tebes fou determinant, ja que va observar el funcionament de l'exèrcit tebà (l'inventor de la falange) i va treure idees que aprofitaria en el seu futur exèrcit. A més, la seva estada a Grècia li va permetre estudiar la situació política i la crisi de les ciutats estat més de prop.
La primera muller de Filip va ser Audata, amb la qual va tenir únicament una filla anomenada Cinna o Cinana (Cynna o Cynane).
El 359 aC, Perdicas va morir en una batalla amb tribus frontereres, de manera que Macedònia es va trobar en una situació difícil. L'hereu de Perdicas, Amintes IV de Macedònia, era només un nen, i les tribus circumdants pensaven aprofitar la debilitat del tron de Macedònia per atacar. Per tant, Filip assumí el càrrec de regent. S'havia assegurat prèviament l'amistat de la veïna Epir, casant-se amb Olímpia, la neboda del rei. Amb gran energia, aconseguí rebutjar i esclafar les tribus atacants, de manera que acabà dominant tota la regió situada al nord de Grècia, des de Tràcia fins al mar Adriàtic.
El 356 aC, Olímpia donà a llum al seu primer fill, Alexandre. Ara que ja tenia un hereu, Filip deposà el seu nebot Amintes i es feu proclamar rei sota el nom de Filip II. Començà així una política expansionista, aprofitant els eterns conflictes i enemistats de les diferents ciutats gregues per pactar amb unes i altres i quedar-se per a Macedònia tot el que anava ocupant. Particularment important fou la presa de la ciutat d'Amfípolis el 358 aC i la seva zona propera, rica en mines d'or.
L'exèrcit macedoni va ser totalment remodelat per Filip, que havia après d'Epaminondas de Tebes. A la tradicional cavalleria composta per nobles macedonis, hi va afegir una infanteria lleugera i la cèlebre falange, hereva de la falange tebana, però molt millorada. Amb aquest exèrcit més nombrós i molt més organitzat i disciplinat que qualsevol altre, Filip no tenia rival.
El 353 aC ocupà tota Tessàlia, el 348 aC Olint, que havia rebut ajuda dels atenencs. Llavors signà una pau amb aquests darrers, la qual cosa li va permetre conservar les seves possessions fins al moment i fixar-se en el nord. El 341 aC envaí tota Tràcia. Aprofitant noves disputes entre ciutats ocupà l'important santuari sagrat de Delfos i acampà en terres del golf de Corint. Finalment, les ciutats estat principals, entre aquestes Tebes i Atenes, s'aliaren i enfrontaren Filip en la batalla de Queronea. Filip vencé de manera indiscutible i destruí Tebes, mentre que perdonà Atenes. Finalment, ocupà tot el Peloponès a excepció d'Esparta, que no es va voler rendir i a qui va permetre conservar la independència. El seu següent objectiu seria la guerra contra Pèrsia, per aconseguir recuperar les antigues colònies gregues de l'Àsia Menor. Així ho votaren les ciutats gregues en una assemblea a Corint, formant la lliga de Corint el 337 aC, després d'escollir-lo general dels exèrcits grecs (hegemon).
El 336 aC, mentre assistia a les festes pel matrimoni de la seva filla Cleòpatra amb el rei Alexandre I de l'Epir, fou assassinat.

## L'assassinat de Filip

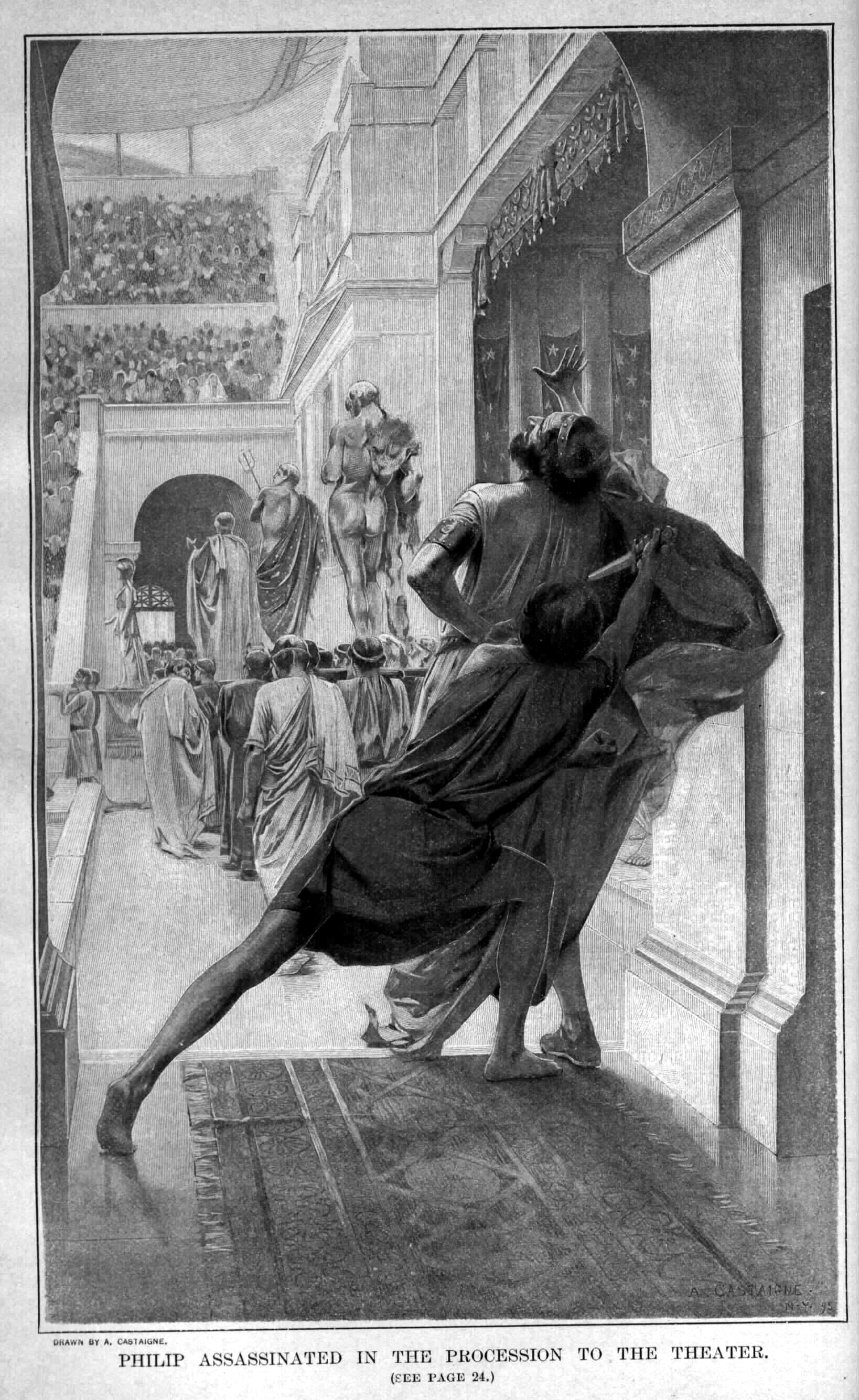
Dibuix de l'assassinat de Filip II per l'artista André Castaigne (circa 1898)

Hi ha diverses teories sobre per què Pausànies d'Orèstia, l'assassí de Filip, va cometre aquest crim.
Filip va tenir diverses esposes, com a resultat de les diferents aliances que va haver de dur a terme amb tribus veïnes. La primera en rang i, per tant, mare del príncep hereu, era Olímpia de l'Epir. Tot i això, el 337 aC decidí repudiar-la i casar-se amb una jove macedònia de la qual tingué un altre fill. Amb el temps, començà a fer-se possible un canvi en la successió en detriment del fill d'Olímpia, Alexandre. Una Olímpia furiosa pel seu rebuig i tement la pèrdua del tron per part del seu fill podria haver pagat perquè assassinessin el seu espòs.
Una altra teoria parla d'una intricada xarxa de relacions sentimentals que en darrer terme apuntarien Pausànies com un amant rebutjat que matà per despit.

## Troballes arqueològiques

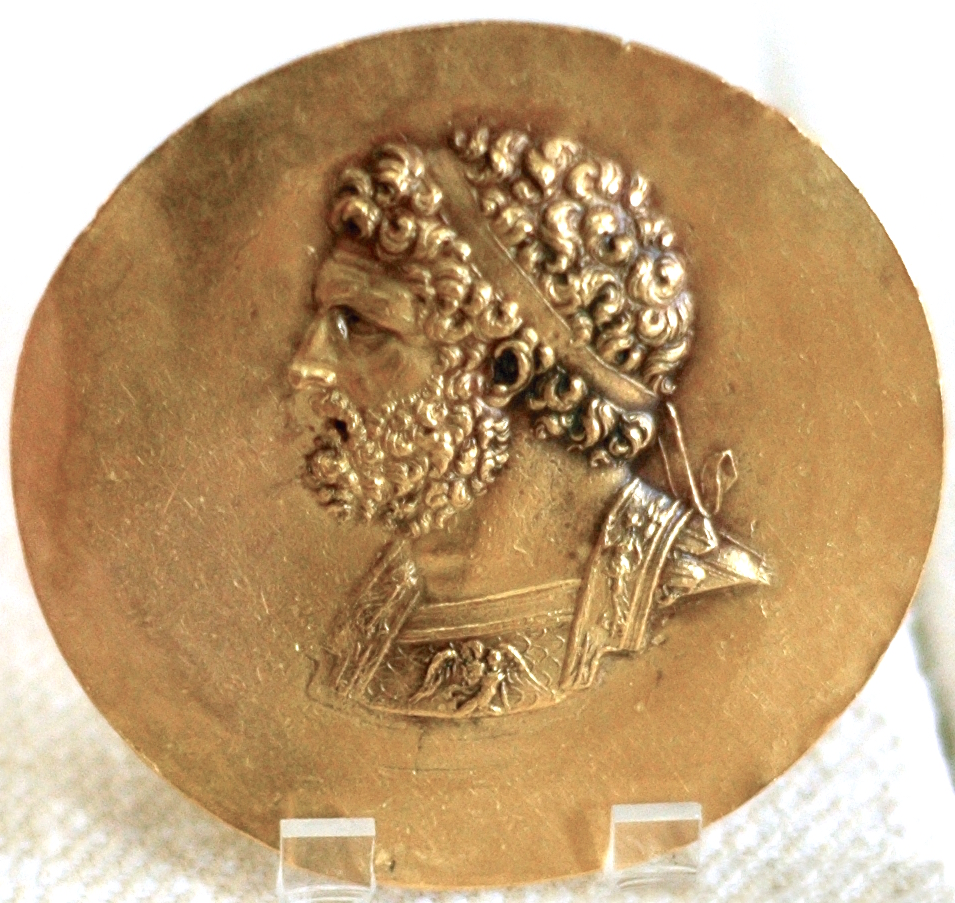
Filip II de Macedònia en un medalló de victòria en forma de moneda, del

Recentment, s'han trobat importants tombes reials de l'època macedònia a l'actual ciutat grega de Vergina, on hi havia l'antiga capital del Regne de Macedònia abans de ser moguda a Pel·la. Tot i el trasllat de capital, els reis se seguiren enterrant a l'antiga capital pel seu significat religiós.
El 8 de novembre de 1977, l'arqueòleg grec Manolis Andronikos anuncià la troballa de la tomba intacta de Filip II de Macedònia a Vergina. També es trobà la tomba del seu net Alexandre IV, que fou assassinat quan era un adolescent, la seva mare Eurídice, i d'altres que no s'han identificat. La troballa és d'una importància cabdal. Els objectes trobats i les tombes s'exhibeixen en un museu sota un túmul a la mateixa ciutat de Vergina.

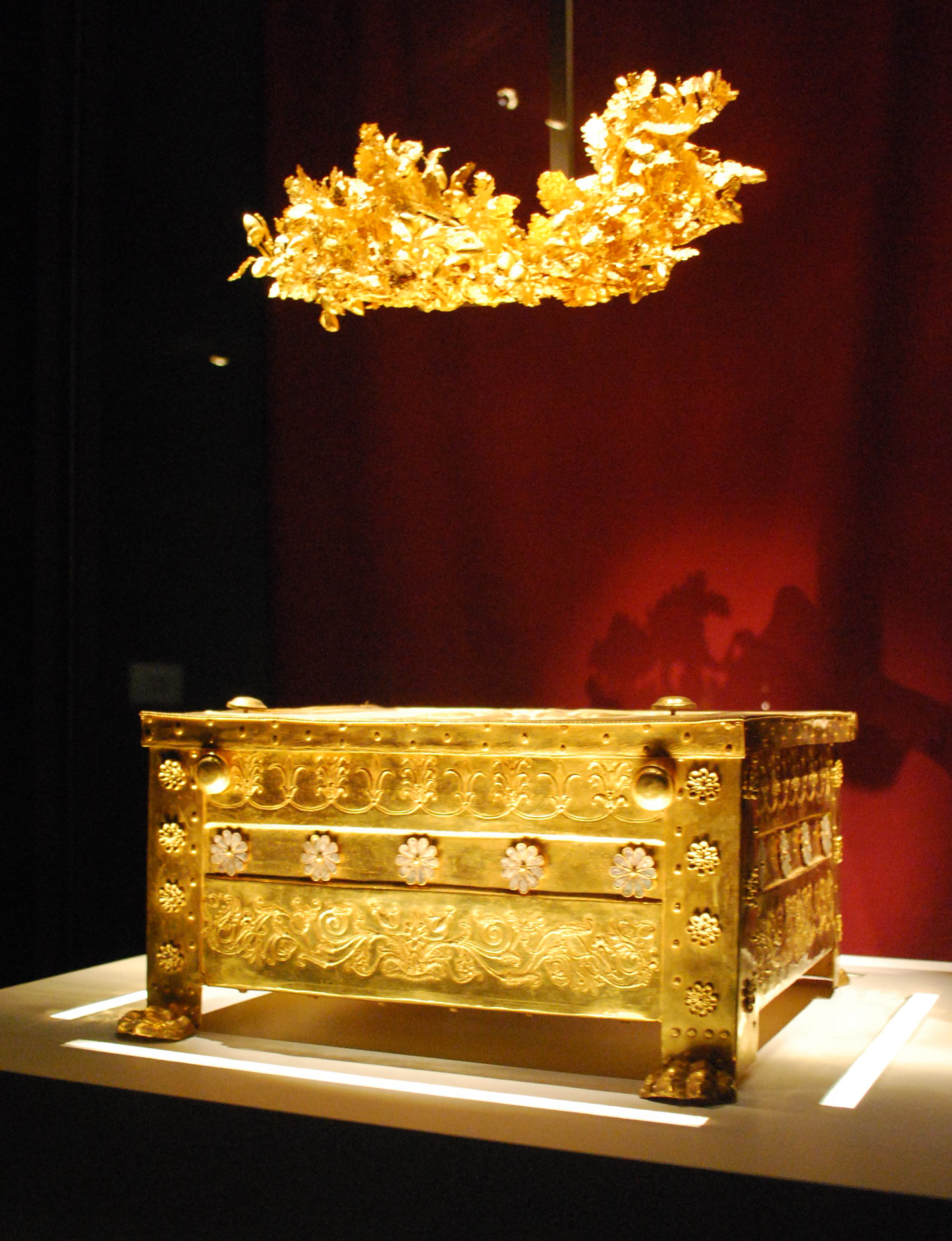
Urna funerària i corona de Filip II, exposades al Museu de Vergina

El juny del 2015 trobaren les seues restes.

## Cronologia de Filip II
- 382 aC. Naixement de Filip, tercer fill d'Amintes II i Eurídice I de Macedònia.
- Vers 370. Filip enviat com a ostatge a Tebes. Justí diu que abans fou ostatge a Il·líria.
- 365 aC. Perdicas III elimina l'usurpador Ptolemeu I Alorita, assoleix la corona, crida a Filip i li dona un principat que ell mateix havia governat abans.
- 360 aC. Mor el rei Perdicas III, germà de Filip, en lluita contra els il·liris. Filip assoleix la regència del jove fill de Perdicas, Amintes IV de Macedònia.
- 359 aC. Filip assoleix el títol de rei davant l'amenaça dels il·liris a l'oest i els peonis al nord, i les reclamacions del príncep Pausànies.
- 359 aC. Filip compra la retirada dels peonis i fa la pau amb Cotis dels odrisis de Tràcia, aliat del pretendent Pausànies. Els atenencs donen suport a Argeu II.
- 359 aC. Filip es retira d'Amfípolis, la qual declara independent. Derrota Argeu i ofereix renovar l'aliança amb Atenes, proposta que és acceptada.
- 358 aC. Filip inicia la guerra contra els peonis en morir el seu rei Agis; els peonis són sotmesos. Tot seguit inicia la guerra contra els il·liris, que acaba amb un tractat que estableix el llac Lychnus com a frontera.
- 358 aC. Filip recupera Amfípolis contra les pretensions d'Atenes (a qui havia promès lliurar la ciutat) i Olint (que per la promesa de Filip no havia obtingut l'aliança d'Atenes per defensar Amfípolis).
- 358 aC. Filip entra sense lluita a Pidna, promesa pels atenencs a canvi d'Amfípolis. Però després es nega a lliurar la ciutat als atenencs.
- 357 aC. Filip s'alia a Olint per ocupar Potidea.
- 356 aC. Ocupació de Potidea que és donada a Olint. Ocupació de la colònia tàsia de Crènides, rebatejada Filips (Philippi).[2]
- 357 aC a 355 aC. Guerra social.
- 354 aC. Càl·lies de Calcis li demana ajut contra el tirà Plutarc d'Erètria.
- 353 aC. Aliança amb Cersobleptes I per a envair conjuntament el Quersonès traci en poder d'Atenes. El pla fracassa per l'oposició del rei Amadocos II de Tràcia a permetre el pas pel seu territori.
- 353 aC. Ocupació de Metone a la frontera de Tessàlia, després destruïda i colonitzada per macedonis.
- 352 aC. Els aleuades de Tessàlia li demanen ajut contra el tirà Licofró II de Feres; Licofró obté l'ajut de la Fòcida, però els focis, dirigits per Fail·le, són derrotats. Filip ocupa Pagases, el port de Feres. Onomarc de la Fòcida passa a l'ofensiva i el fa retirar de Tessàlia.
- 352 aC. Filip torna a Tessàlia i derrota Onòmarc; posa guarnició a Magnèsia i arriba a les Termòpiles. Tessàlia romandrà nominalment lliure excepte Magnèsia i Pagases, però és realment dominada per Filip.
- 352 aC. La flota macedònia de Filip ataca Lemnos i Imbros. Aliança amb el rei traci Amadocos contra Cersobleptes. Acolliment a la cort macedònia del sàtrapa rebel Artabazos II i el seu parent Memnó de Rodes.
- 351 aC. Rumors de mort o malaltia de Filip a Tràcia.
- 350 aC. Possible intervenció a l'Epir a favor d'Alexandre I de l'Epir, germà de la seva dona Olímpia de l'Epir.
- 349 aC. Filip inicia els atacs a les ciutats calcídiques. Olint demana ajut a Atenes. Pitolau aconsegueix el poder a Feres i Filip marxa a la ciutat i l'expulsa.
- 348 aC. Després de conquerir les ciutats calcídiques, Olint queda assetjada.
- 347 aC. Per la traïció de Làstenes i Eutícrates, Olint cau en mans de Filip i els seus habitants són venuts com a esclaus.
- 346 aC. Els atenencs dividits entre els partidaris de resistir a Filip i els partidaris de la pau i aliança amb Macedònia comencen a negociar amb Filip. Successives ambaixades.
- 345 aC. Filip envia el general Parmenió a assetjar la ciutat d'Halos a Tràcia; Filip intenta posar sota protectorat el regne de Cersobleptes, barrera entre Macedònia i les possessions atenenques al Quersonès traci. La segona ambaixada atenenca l'ha d'esperar perquè quan arriba a Pel·la de Macedònia Filip és a Tràcia, on conquereix el regne de Cersobleptes.
- 345 aC. Filip domina la Fòcida sense gairebé resistència. Les ciutats focídies són destruïdes i el seu lloc al consell amfictiònic és donat al rei de Macedònia. Filip és nomenat, junt amb el representant de Tebes i el de Tessàlia, per a la presidència dels Jocs Pitis.
- 344 aC. Filip s'erigeix en protector de Messènia, la lliga Arcàdia i Argos contra Esparta.
- 344 aC. Fracassada expedició de Filip a Il·líria. Altre cop Macedònia perd el control de Feres. Amb aquest motiu, Tessàlia és posada sota estreta dependència de Macedònia.
- 343 aC. Filip intenta una revolució a Mègara amb Pteodor i Perilau, que no reïx. Invasió de l'Epir, en què obliga a les tres ciutats del districte de Cassòpia (Pandòsia, Buqueta i Elatea) a reconèixer Alexandre I de l'Epir (cunyat de Filip). Des d'allí medita ocupar Ambràcia i Acarnània per a contactar amb la lliga Etòlia, a la qual s'ha aliat i a qui ha promès el lliurament de Naupacte (domini de la lliga Aquea). L'activitat diplomàtica d'Atenes forma una poderosa lliga que impedeix els designis de Filip.
- 342 aC. Antifont d'Atenes (Antiphon, Ἀντιφῶν), un atenenc contemporani de Demòstenes que per alguna raó havia estat exclòs de la llista de ciutadans d'Atenes, es posa al servei de Filip, a qui proposa d'incendiar l'arsenal del Pireu. Quan arriba clandestinament a Atenes per a fer la feina promesa és detingut i jutjat. És declarat culpable i executat.
- 342 aC. Negociacions amb Atenes sobre els punts conflictius: l'illa d'Halonnès o Halonnesos, considerada seva per Atenes i ocupada per Filip quan era en mans de pirates; la restitució de la propietat a alguns atenencs expropiats a Potidea; la possessió d'Amfípolis; les ciutats tràcies ocupades per Filip; el suport de Filip a la ciutat de Càrdia per una disputa de límits amb Atenes. Cap dels afers es pot solucionar.
- 342 aC. Filip va a Tràcia al territori dels prínceps Teres i Cersobleptes, i estableix colònies al seu territori. Diòfites, comandant atenenc al Quersonès, s'enfronta als macedonis; queixa del rei macedoni a Atenes. Aquesta busca l'aliança de Pèrsia.
- 342 aC-341 aC. Operacions militars a Eubea. Atenes és ara aliada de Càl·lies de Calcis.
- 340 aC. Filip assetja Perint i Bizanci. Atenes els envia ajut. Cares no aconsegueix res, però Foció, que el substitueix, obliga Felip a retirar-se (339 aC).
- 339 aC. Campanya de Filip contra el príncep traci o escita Ateas; a la tornada, derrota els tribal·lis (triballi) i resulta ferit en una batalla.
- 338 aC. La guerra que esclata finalment amb Atenes i els seus aliats acaba amb la derrota atenenca a Queronea. Atenes restarà independent mantenint la seva constitució i encara recobra Oropos (arrabassada als tebans), però Macedònia tindrà una influència decisiva. Tebes, derrotada igualment, perd Oropos i la seva hegemonia a Beòcia, i a la ciutat s'hi instaura un govern promacedoni.
- 338 aC. Congrés grec a Corint convocat per Filip, on aquest convida els estats grecs (tots hi són presents menys Esparta) a aportar soldats i material per a la conquesta de Pèrsia. Filip és nomenat comandant en cap de la confederació grega. Llavors avança cap al Peloponès, arrasa Lacònia i obliga Esparta a donar part del seu territori a Argos, Tegea, Megalòpolis i Messènia; Esparta és humiliada. Filip torna a Macedònia al final del 338 aC.
- 337 aC. Es casa amb Cleòpatra, neboda del general Àtal. Olímpia de l'Epir i el príncep hereu Alexandre es retiren a l'Epir i Il·líria (Alexandre, per poc temps). Per evitar conflictes, Filip dona la seva filla Cleòpatra en matrimoni al rei Alexandre I de l'Epir, fet que espera que l'aparti de la influència d'Olímpia. Alexandre sospita que vol ser apartat de la successió per la promesa de matrimoni del seu germanastre Filip amb la filla de Pixòdaros, sàtrapa rei de Cària; Alexandre envia delegats per demanar la mà de la princesa cària per a ell mateix i quan Filip se n'assabentà fa empresonar tots els amics d'Alexandre.
- 336 aC. Filip envia forces a Àsia dirigides per Parmenió, Amintes i Àtal. L'estiu celebra un gran festival a Eges, capital històrica i religiosa del regne, per celebrar el matrimoni de la seva filla Cleòpatra i d'Alexandre I de l'Epir. El segon dia Filip és assassinat pel noble Pausànies d'Orèstia, que al seu torn mor a mans de la guàrdia. Pausànies tenia, probablement, algun ressentiment contra el rei. Olímpia i Alexandre són acusats d'estar-hi implicats, però no n'hi ha cap prova. Alexandre és immediatament proclamat rei. En morir Filip tenia 47 anys i n'havia regnat 24.

## Família
Filip es va casar amb diverses dones i concubines:
- Audata, una princesa il·líria amb qui va tenir Cinane.

- Fila, princesa d'Elimiotis, germana de Derdes i de Macates.

- Nicesípolis de Feres, amb qui va tenir Tessalònica.

- Filinna de Larissa, mare de Filip III Arrideu.

- Meda, filla de Citeles, rei de Tràcia.

- Arsinoe de Macedònia, la mare de Ptolemeu I Sòter d'Egipte, que es va casar amb Lagos quan ja estava embarassada, potser de Filip.

- Olímpia de l'Epir, mare d'Alexandre el Gran i de Cleòpatra.

- Cleòpatra de Macedònia (neboda del general Àtal), mare d'un fill assassinat amb la mare quan era un infant de mesos.